# レイ・ユーリー
レイモンド・クラレンス・"レイ"・ユーリー（Raymond Clarence "Ray" Ewry、1873年10月14日 - 1937年9月29日）は、アメリカ合衆国の元陸上競技選手。1900年から1908年にかけて行われた3回のオリンピックで8個の金メダルを獲得し、1906年に行われた中間大会で2個の金メダルを獲得した選手である。この中間大会を含めると獲得した金メダルは10個となり、2024年現在競泳のマイケル・フェルプスに次ぐ史上2位となっている。中間大会の位置づけ故に評価は分かれるところであるが、ギネスブックではフェルプスが14個を獲得する以前はユーリーのことを最多金メダリストと認定していた。
ユーリーが金メダルを獲得した種目は、立ち高跳び、立ち幅跳びと立ち三段跳びである。
ユーリーは子供の頃にポリオに罹患している。車椅子での生活を余儀なくされていたが、陸上をはじめたユーリーは病気を克服しすばらしいアスリートへと成長していった。
1900年パリオリンピックでは立ち跳躍3種目を制覇したユーリーは、続く1904年セントルイスオリンピックでタイトルを防衛している。1906年アテネ中間大会、1908年ロンドンオリンピックでは立ち三段跳びはオリンピック種目から除外されたものの、立ち高跳びと立ち幅跳びでは金メダルを獲得した。
ユーリーが活躍した立ち高跳びと立ち幅跳びは、1912年ストックホルムオリンピックを最後にオリンピック種目から除外された。